# 萊膠道
莱胶道，中华民国初期设置的道，属山东省。
民国十四年（1925年）10月，奉系军阀、山东督办兼省长张宗昌废除袁世凯时代设置的山东四道（济南道、济宁道、东临道，胶东道），将山东省分为十一道。莱胶道由胶东道分置，道尹驻胶县（今山东省胶州市）。辖胶县、高密县、即墨县、掖县、平度县、潍县、昌邑县、安丘县、诸城县等9縣。辖境相当今山东青岛市全部、潍坊市大部、莱州市等地。民国十七年（1928年）5月，国民革命军北伐後废。